# Jason Jordan
Nathan Everhart, meglio conosciuto con il ring name Jason Jordan (Chicago, 28 settembre 1988), è un wrestler statunitense sotto contratto con la WWE, dove svolge il ruolo di produttore del roster di Raw.
Everhart ha iniziato la sua carriera nel mondo del wrestling nel settembre del 2010, quando ha firmato un contratto con la WWE ed è stato mandato nell'allora territorio di sviluppo della Florida Championship Wrestling, prima di debuttare ad NXT due anni più tardi. Nel maggio del 2015 ha formato il tag team noto come American Alpha insieme a Chad Gable e nel luglio del 2016 è stato promosso nel main roster per effetto della Brand Extension. Nel febbraio del 2018 è stato costretto a ritirarsi dal wrestling lottato a causa di un grave infortunio al collo.
In carriera ha detenuto una volta il Florida Tag Team Championship (con CJ Parker), l'NXT Tag Team Championship (con Chad Gable), lo SmackDown Tag Team Championship (con Chad Gable) ed il Raw Tag Team Championship (con Seth Rollins).

## Carriera

### WWE (2010–presente)

#### Florida Championship Wrestling (2010–2012)
Everhart firma un contratto di sviluppo con la WWE nel settembre 2010, e debutta il 29 dello stesso mese, perdendo un match contro Conor O'Brian. Il giorno dopo, fa coppia con Abraham Washington, perdendo contro Big E Langston e Calvin Raines. Il 6 ottobre, perde anche contro James Bronson. Nei tapings del 13 ottobre, fa il suo debutto televisivo, perdendo un 6-man tag team match insieme a Colin Cassady e Mike Dalton contro gli Ascension (Conor O'Brian, Kenneth Cameron e Tito Colon). Il 10 novembre, al Tampa Show, perde anche contro Peter Orlov. Il 1º dicembre, vince il suo primo match in FCW, battendo Sakamoto. La settimana seguente, batte anche Nick Rogers, salvo perdere il 15 dicembre, contro Abraham Washington. Il 2012 inizia bene per Jordan, che vince un 8-man tag team match insieme a Dante Dash, Kevin Hackman e Marcus Owens contro Colin Cassady, Nick Rogers, Peter Orlov e Corey Graves. All'Orlando Show del 18 gennaio, perde contro Calvin Raines, ma il giorno dopo, batte Corey Graves. Il 9 febbraio, combatte un Ironman Match da 10 minuti contro Rick Victor, che si conclude con la vittoria di quest'ultimo. Inizia poi a fare squadra con CJ Parker, anche se il loro primo match è un insuccesso, venendo sconfitti da Alexander Rusev e Big E Langston. Il rematch viene però vinto da Parker e Jordan. Il 23 febbraio, prende parte allo Scramble Match valido per lo status di primo sfidante al titolo FCW, che viene vinto da Seth Rollins. Il 1º marzo, batte in singolo James Bronson, ma la settimana seguente, Parker e Jordan perdono contro Bronson e Langston. Nei tapings del 15 marzo, CJ Parker, Jason Jordan e Xavier Woods, battono Brad Maddox, Corey Graves e Jake Carter. Il 21 marzo, fa squadra con Dante Dash, battendo Jiro e Sakamoto. Continua a combattere in coppia con Parker, e i due vincono gli FCW Florida Tag Team Championship, battendo Mike Dalton e Leakee.

#### NXT(2012–2016)
Dall'agosto 2012, la FCW chiude e tutti i talenti vengono spostati ad NXT.
Jordan fa il suo debutto ad NXT durante la prima puntata della sesta stagione, il 20 giugno 2012, presentandosi sul ring per il suo match contro Damien Sandow, anche se quest'ultimo si rifiuta di combattere. Vince il suo primo match in WWE il 1º agosto, in coppia con Mike Dalton, battendo Hunico e Camacho. Il rematch, che ha luogo il 29 agosto, sempre ad NXT, vede però prevalere Hunico e Camacho. Nella puntata del 7 novembre, Jordan riappare ad NXT, perdendo contro Luke Harper.
Riappare ad NXT dopo una lunga assenza facendo team con Tye Dillinger, ma il team ha poca fortuna.
Nella puntata del 25 febbraio 2015 abbandona Dillinger, che aveva rifiutato più volte di dargli il cambio, durante il match contro i Lucha Dragons (Kalisto e Sin Cara), lasciandolo in balìa degli avversari. Successivamente decide di formare un team con Chad Gable, i due ottengono il loro primo successo contro Elias Samson e Steve Culter. Dopo una serie di match, i due prendono parte al Dusty Rhodes Tag Team Classic, un torneo per soli tag team, dove i due affrontano e battono nel primo round Neville e Solomon Crowe. Nel secondo round battono gli Hype Bros (Mojo Rawley e Zack Ryder), qualificandosi quindi alle semifinali del torneo. Fanno quindi la loro apparizione in un PPV di NXT ad NXT Takeover: Respect. I due affrontano la coppia formata da Baron Corbin e Rhyno, venendo sconfitti nonostante l'ottima prestazione e ne escono a testa altissima dal torneo. Nella puntata del 20 gennaio di NXT Jordan e Gable, durante una vignetta filmata durante il tour WWE in India, annunciano il nome del loro tag team: American Alpha. Gli American Alpha sono apparsi allo show indie EVOLVE 54 per firmare alcuni autografi; ricordiamo come la WWE stia collaborando con la federazione diretta da Gabe Sapolsky. Durante la puntata di NXT del 3 marzo 2016 gli American Alpha hanno sconfitto i Vaudevillains (Aiden English e Simon Gotch) ottenendo la carica di number one contender per i NXT Tag Team Championship. Jordan e Gable affrontano i campioni di coppia, i Revival (Dash Wilder e Scott Dawson), il 1 aprile 2016 a NXT TakeOver: Dallas e vincono i titoli di coppia. Tuttavia, l'8 giugno Jordan e Gable hanno perso i titoli contro i Revival a NXT TakeOver: The End.

#### SmackDown(2016–2017)
Con la Draft Lottery del 19 luglio, Gable e Jordan sono stati promossi nel roster principale e sono stati trasferiti nel roster di SmackDown. Hanno fatto il loro debutto ufficiale nel main roster nella puntata di SmackDown del 2 agosto sconfiggendo i Vaudevillains (Aiden English e Simon Gotch). Nella puntata di SmackDown del 9 agosto Gable e Jordan sconfiggono facilmente Mikey O'Shea e Mike Vega, due jobber locali. Nella puntata di SmackDown del 16 agosto gli American Alpha, gli Hype Bros (Mojo Rawley e Zack Ryder) e gli Usos (Jimmy e Jey Uso) hanno sconfitto i Vaudevillains, i Breezango (Fandango e Tyler Breeze) e gli Ascension (Konnor e Viktor) in un 12-Man Tag Team match. La scena si è ripetuta nel Kick-off di SummerSlam quando gli American Alpha, gli Hype Bros e gli Usos hanno sconfitto i Breezango, gli Ascension e i Vaudevillains in un altro 12-Man Tag Team match. Nella puntata di SmackDown del 23 agosto è stato annunciato lo SmackDown Tag Team Championship e, per questo motivo, è stato indetto un torneo per decretare i due team che si affronteranno l'11 settembre a Backlash. Quella stessa sera gli American Alpha hanno affrontato e sconfitto i Breezango nei quarti di finale. Nella puntata di SmackDown del 6 settembre gli American Alpha hanno affrontato e sconfitto gli Usos in ventotto secondi, qualificandosi per la finale; tuttavia gli Usos hanno effettuato un turn heel attaccando brutalmente Gable, infortunandolo (kayfabe). Questo ha fatto sì che gli American Alpha venissero costretti a lasciare il torneo e il posto vacante per la finale sarà assegnato al vincitore del match tra gli Usos e gli Hype Bros (altri semifinalisti). Nella puntata di Main Event del 15 settembre Jordan ha sconfitto Aiden English dei Vaudevillains. Nella puntata di SmackDown del 20 settembre gli American Alpha, nonostante l'infortunato Gable, hanno affrontato gli Usos per decretare il contendente n°1 al WWE SmackDown Tag Team Championship di Heath Slater e Rhyno ma sono stati sconfitti. Nella puntata di SmackDown del 27 settembre gli American Alpha, Heath Slater e Rhyno sono stati sconfitti dagli Usos e dagli Ascension. Nella puntata di SmackDown del 4 ottobre Jordan ha sconfitto Jey Uso. Il 9 ottobre nel Kick-off di No Mercy gli American Alpha e gli Hype Bros hanno sconfitto gli Ascension e i Vaudevillains. Nella puntata di Main Event del 20 ottobre gli American Alpha hanno sconfitto gli Ascension. Nella puntata di Main Event del 20 ottobre gli American Alpha hanno sconfitto i Vaudevillains. Nella puntata di SmackDown del 1º novembre gli American Alpha hanno affrontato e sconfitto la Spirit Squad (Kenny e Mikey), entrando a far parte del Team SmackDown per Survivor Series. Nella puntata di Main Event dell'11 novembre Jordan ha sconfitto Viktor degli Ascension. Il 20 novembre a Survivor Series gli American Alpha hanno partecipato al 10-on-10 Traditional Survivor Series Tag Team Elimination match come parte del Team SmackDown contro il Team Raw ma sono stati eliminati. Nella puntata di SmackDown del 22 novembre gli American Alpha hanno vinto un Tag Team Turmoil match per decretare i contendenti n°1 allo SmackDown Tag Team Championship di Heath Slater e Rhyno (che includeva anche gli Ascension, i Breezango, gli Hype Bros e i Vaudevillains) eliminando per ultimi gli Usos (Jimmy Uso e Jey Uso) ma, nel finale, sono stati minacciati da Bray Wyatt e Randy Orton della Wyatt Family. Nella puntata di SmackDown del 29 novembre gli American Alpha sono stati sconfitti da Wyatt e Orton, i quali sono diventati i contendenti n°1 allo SmackDown Tag Team Championship. Il 4 dicembre, nel Kick-off di TLC: Tables, Ladders & Chairs, gli American Alpha, gli Hype Bros e Apollo Crews hanno sconfitto gli Ascension, i Vaudevillains e Curt Hawkins. Nella puntata di SmackDown del 13 dicembre gli American Alpha hanno partecipato ad una Battle royal che comprendeva anche gli Ascension, i Breezango, Heath Slater e Rhyno, gli Hype Bros e i Vaudevillains ma sono stati eliminati, mentre gli Hype Bros si sono aggiudicati la contesa, diventando i contendenti n°1 allo SmackDown Tag Team Championship. Nella puntata di SmackDown del 27 dicembre gli American Alpha hanno vinto un Four Corners Elimination match per lo SmackDown Tag Team Championship che includeva anche gli Usos, Heath Slater e Rhyno e Luke Harper e Randy Orton della Wyatt Family (i campioni), diventando per la prima volta lo SmackDown Tag Team Champions. Gli American Alpha hanno eliminato per ultimi Harper e Orton per vincere il match e il titolo, diventando i primi wrestler ad aver detenuto il titolo di coppia di NXT e successivamente un titolo del main roster. Nella puntata di SmackDown del 3 gennaio 2017 gli American Alpha hanno sconfitto in poco tempo i Breezango e, nel post match, sono stati minaccia dalla Wyatt Family. Nella puntata di SmackDown del 10 gennaio gli American Alpha hanno difeso con successo i titoli di coppia contro Bray Wyatt e Randy Orton della Wyatt Family. Nella puntata di SmackDown del 7 febbraio gli American Alpha, i Breezango e Heath Slater e Rhyno sono stati sconfitti dagli Ascension, gli Usos e i Vaudevillains. Il 12 febbraio, ad Elimination Chamber, gli American Alpha hanno difeso con successo i titoli in un Tag Team Turmoil match che includeva anche gli Ascension, i Breezango, Heath Slater e Rhyno, gli Usos e i Vaudevillains. Nella puntata di SmackDown del 14 febbraio gli American Alpha hanno sconfitto gli Ascension. Nella puntata di SmackDown del 21 febbraio gli American Alpha hanno sconfitto i Breezango. Nella puntata di SmackDown del 14 marzo gli American Alpha sono stati sconfitti dagli Usos. Nella puntata di SmackDown del 21 marzo gli American Alpha hanno perso lo SmackDown Tag Team Championship contro gli Usos dopo 84 giorni di regno. Nella puntata di SmackDown del 28 marzo gli American Alpha, Heath Slater, Rhyno e Mojo Rawley hanno sconfitto Dolph Ziggler, i Breezango e gli Usos. Il 2 aprile, nel Kick-off di WrestleMania 33, Jordan ha partecipato all'annuale André the Giant Memorial Battle Royal ma è stato eliminato. Nella puntata di SmackDown dell'11 aprile gli American Alpha hanno affrontato gli Usos per lo SmackDown Tag Team Championship ma sono stati sconfitti, fallendo l'assalto ai titoli. Nella puntata di SmackDown del 18 aprile gli American Alpha sono stati sconfitti dai Colóns (Primo Colón e Epico Colón). Nella puntata di SmackDown del 25 aprile gli American Alpha hanno sconfitto i Colóns in un Beat the Clock Challenge match. Nella puntata di SmackDown del 4 luglio Jordan ha partecipato all'Indipendence Day Battle Royal per determinare il contendente n°1 allo United States Championship di Kevin Owens ma è stato eliminato.

#### Raw(2017–2018)
Il 17 luglio 2017 Jason Jordan è passato nel roster di Raw dopo essersi rivelato come figlio illegittimo del General Manager Kurt Angle (kayfabe). La settimana successiva Jordan ha fatto il suo debutto in competizione singola sconfiggendo Curt Hawkins. Nella puntata di Raw del 7 agosto Jordan ha sconfitto facilmente il jobber Jean-Pierre Goulet. Nella puntata di Raw del 14 agosto Jordan e gli Hardy Boyz (Jeff Hardy e Matt Hardy) hanno sconfitto l'Intercontinental Champion The Miz e il Miztourage (Bo Dallas e Curtis Axel). Il 20 agosto, nel Kick-off di SummerSlam, Jordan e gli Hardy Boyz sono stati sconfitti da The Miz e dal Miztourage. Nella puntata di Raw del 21 agosto Jordan è stato sconfitto da Finn Bálor. Nella puntata di Raw del 28 agosto Jordan ha partecipato ad una Battle Royal per determinare il contendente n°1 all'Intercontinental Championship di The Miz ma è stato eliminato per ultimo da Jeff Hardy, il quale si è aggiudicato la contesa. Nella puntata di Raw del 4 settembre Jordan è stato sconfitto da John Cena. Nella puntata di Raw dell'11 settembre Jordan è stato sconfitto da Roman Reigns. Nella puntata di Raw del 18 settembre Jordan ha vinto un Six-pack Challenge match che includeva anche Bo Dallas, Curtis Axel, Elias, Jeff Hardy e Matt Hardy, diventando il contendente n°1 all'Intercontinental Championship di The Miz. Il 24 settembre, a No Mercy, Jordan ha affrontato The Miz per l'Intercontinental Championship ma, a causa della scorrettezza di Dallas e Axel, è stato sconfitto. Nella puntata di Raw del 25 settembre Jordan e Matt Hardy hanno sconfitto il Miztourage (Bo Dallas e Curtis Axel). Nella puntata di Raw del 2 ottobre Jordan e Matt Hardy sono stati sconfitti da Luke Gallows e Karl Anderson. Nella puntata di Raw del 9 ottobre Jordan ha sconfitto Karl Anderson. Nella puntata di Raw del 16 ottobre Jordan, Apollo Crews e Titus O'Neil hanno sconfitto Elias, Luke Gallows e Karl Anderson. Il 22 ottobre, a TLC: Tables, Ladders & Chairs, Jordan ha sconfitto Elias. Nella puntata di Raw del 23 ottobre Jordan ha sconfitto nuovamente Elias per squalifica, dato che l'avversario lo aveva colpito con la sua chitarra. Nella puntata di Main Event del 3 novembre Jordan ha sconfitto Curt Hawkins. Nella puntata di Raw del 6 novembre Jason ha sconfitto Elias in un Guitar-on-a-pole match; quella stessa sera, Jordan è stato scelto dal General Manager Kurt Angle come quinto membro del Team Raw per Survivor Series. Nella puntata di Raw del 13 novembre Jordan ha sconfitto Bray Wyatt ma, nel post match, Jordan è stato infortunato da Wyatt al ginocchio (kayfabe); successivamente, su ordine della Commissioner Stephanie McMahon, il posto di Jordan per Survivor Series è stato preso da Triple H. Nella puntata di Raw del 20 novembre Jordan è stato sconfitto da Braun Strowman per squalifica a causa dell'intervento di Kane. Nella puntata di Raw del 27 novembre Jordan è stato sconfitto da Kane per count-out. Nella puntata di Raw del 4 dicembre Jordan ha affrontato Roman Reigns per l'Intercontinental Championship ma è stato sconfitto. Nella puntata di Raw del 18 dicembre Jordan è stato sconfitto da Seth Rollins. Successivamente, Jordan, Rollins e Dean Ambrose sono stati sconfitti da Samoa Joe e i Raw Tag Team Champions Cesaro e Sheamus. Nella puntata di Raw del 25 dicembre Jordan e Seth Rollins hanno sconfitto Cesaro e Sheamus conquistando così il Raw Tag Team Championship per la prima volta. Nella puntata di Raw del 1º gennaio 2018 Jordan ha sconfitto Cesaro. Nella puntata di Raw dell'8 gennaio Jordan, Roman Reigns e Seth Rollins sono stati sconfitti dal Bálor Club (Finn Bálor, Karl Anderson e Luke Gallows). Il 28 gennaio, alla Royal Rumble, Jordan e Rollins hanno perso il Raw Tag Team Championship a favore di Cesaro e Sheamus dopo 34 giorni di regno. Nella puntata di Raw del 5 febbraio Jordan ha provato ad aiutare Rollins e Reigns contro Cesaro e Sheamus, ma il suo intervento ha portato alla sconfitta; dopo l'incontro Kurt Angle lo ha mandato a casa. Questo si è reso necessario a causa di un grave infortunio al collo che ha costretto Jordan a ritirarsi.

#### Produttore (2018–presente)
Una volta ritiratosi, Jason Jordan è rimasto in WWE con il ruolo di produttore.

## Vita privata
Nathan Everhart è sposato dal 2017 con una donna di nome Elizabeth, da cui ha avuto una figlia nata nel 2020.

## Personaggio

### Mosse finali
- Belly-to-back suplex in una Elevated neckbreaker
- Olympic slam

## Titoli e riconoscimenti
- Florida Championship Wrestling
  - Florida Tag Team Championship (1) – con CJ Parker

- Pro Wrestling Illustrated
  - 87º tra i 500 migliori wrestler singoli nella PWI 500 (2018)

- WWE
  - NXT Tag Team Championship (1) – con Chad Gable
  - WWE Raw Tag Team Championship (1) – con Seth Rollins
  - WWE SmackDown Tag Team Championship (1) – con Chad Gable